# Yujin
Choi Yu-jin (en hangul, 최유진; en hanja, 崔有眞; romanización revisada, Choi Yu-jin; McCune-Reischauer, Choi Yuchin; n.  Jeonju, Jeolla del Norte, 12 de agosto de 1996), más conocida como Yujin (유진), es una cantante y actriz surcoreana. Fue miembro del grupo CLC y actualmente es la líder del grupo proyecto Kep1er. Además, inició su carrera como actriz en 2016 interpretando a Cheon Yoo-na en el drama Nightmare High. En octubre de 2021, terminó en el tercer puesto del programa de supervivencia de Mnet, Girls Planet 999, convirtiéndose así en miembro del grupo proyecto Kep1er.

## Biografía y carrera

### 1996-2014: Primeros años y predebut
Choi nació el 12 de agosto de 1996. Asistió a la escuela secundaria Hanlim Multi Art School, donde se graduó en febrero de 2015. Es la aprendiz con más años de entrenamiento entre las integrantes de CLC, habiendo entrenado en su empresa por más de 4 años previo a su debut en 2015.
En 2013, Yujin colaboró con su compañero de agencia Yang Yo-seob en la canción «Perfume», que se lanzó el 30 de abril como el primer proyecto de Cube. Sin embargo, fue acreditada como parte del grupo de predebut, Cube Girls.
En 2014, se unió junto con Seunghee, Sorn, Seungyeon y Yeeun —las integrantes originales de CLC— en el vídeo musical «Beep Beep» del grupo BtoB y el videoclip y actividades promocionales de «Pretty Lingerie» de G.NA. En 2015, el cuarteto realizó una actuación callejera por voluntad propia para ayudar a los niños con discapacidades del desarrollo, nombrándolas como «ídolo Hongdae» como parte de sus actividades antes de debutar. Lanzaron una canción compuesta por ellas mismas, «Your My Love», el 13 de marzo de 2013, a través del sitio de música Melon y YouTube.

### 2015-2020: Debut con CLC y debut actoral
El 13 de marzo de 2015, Cube Entertainment publicó información e imágenes de Yujin, como la cuarta integrante de CLC después de Yeeun, Sorn y Seungyeon a través de las redes sociales del grupo. Además, Cube dijo «Choi Yu-jin, quien tiene todos los elementos visuales para ser llamada una 'ídolo celestial', aspira a convertirse en la 'proporcionadora' del ídolo más fuerte con una condición física inusual». Fue presentada como subvocalista y bailarina principal del grupo y puede realizar varios géneros como danza del vientre, popping, rock y house dance con una alta comprensión y expresividad en la danza. Junto con Seungyeon, es considerada una de las «dos mejores bailarinas» de CLC.
Yujin su debut como miembro de CLC el 19 de mayo de 2015, con el lanzamiento del sencillo «Pepe», perteneciente al EP First Love. El 17 de agosto del mismo año, se unió al elenco de Real Men para el especial de mujeres soldado de la tercera temporada como la integrante más joven entre los diez artistas, incluidas la rapera Jessi, la locutora japonesa Sayuri Fujita y la extenista nacional Jeon Mi-ra. Obtuvo un reconocimiento más amplio después de unirse al programa, donde llamó la atención sobre su rostro pequeño y su cuerpo delgado, ocupando el primer lugar en flexiones a pesar de sus brazos delgados que ni siquiera podían medir la presión arterial. Más tarde, se volvió viral con la descripción «La transformación en 3 etapas de Choi Yu-jin en una mujer soldado» de una «niña bonita y fresca» a una «bebé soldado digna» por lo que recibió el apodo de «bebé soldado» e «ídolo patriótico» por los soldados de las Fuerzas Armadas y espectadores del programa. La aparición de Yujin en el programa finalizó a fines de septiembre. Al final del año, ella compartió escenario con Jessi y Kim Hyun-sook interpretando «I'm Your Girl» de S.E.S. en los MBC Entertainment Awards.
En 2016, hizo su debut como actriz en el drama web de Naver TV, Nightmare High como Cheon Yoo-na. El mismo año, fue elegida como una de las protagonistas femeninas de Green Fever, una precuela de Lily Fever (2015). Interpretó el papel de un actriz novata que se convirtió en la «hermana pequeña de la nación» y es la única actriz afiliada a Jin Entertainment. Trabajó con Kim Hye-jun y Jung Yeon-joo.

### 2021-presente:Girls Planet 999, debut con Kep1er y disolución de CLC
En junio de 2021, se unió al programa de supervivencia Girls Planet 999 de Mnet, un programa donde 99 concursantes que consisten en aprendices e ídolos de Japón, China y Corea del Sur compiten para debutar en un nuevo grupo de chicas. Ella estuvo entre las 33 participantes del grupo coreano. A lo largo del programa, Yujin mantuvo una posición constante dentro del Top 9, y finalmente terminó en el tercer lugar de la competencia, lo que le permitió formar parte del grupo ganador Kep1er, quienes debutarían originalmente el 14 de diciembre, pero cuya fecha fue atrasada hasta el 3 de enero de 2022. El 3 de diciembre, se reveló que Yujin tendría un rol principal en el drama web Pumpkin Time, el cual se estrenaría el 17 de diciembre de 2021.
El 21 de febrero de 2022, se confirmó su participación como integrante de Kep1er en la segunda temporada del programa de competencia de Mnet, Queendom. El 20 de mayo, Cube Entertainment anunció la disolución del grupo CLC, por lo que Yujin deja de ser oficialmente una miembro del mismo.

## Discografía

### Canciones
| Título                                       | Año            | Mejor posición | Ventas         | Álbum          |
| Título                                       | Año            | COR            | Ventas         | Álbum          |
| Colaboraciones                               | Colaboraciones | Colaboraciones | Colaboraciones | Colaboraciones |
| -------------------------------------------- | -------------- | -------------- | -------------- | -------------- |
| «Perfume» con Yang Yo-seob (como Cube Girls) | 2013           | 22             | COR: 172 881   | Sin álbum      |

### Composiciones
| Año  | Artista        | Canción        | Álbum     | Letras | Música |
| ---- | -------------- | -------------- | --------- | ------ | ------ |
| 2015 | CLC (predebut) | «Your My Love» | Sin álbum | Sí     | Sí     |

## Filmografía

### Dramas
| Año  | Título                      | Canal   | Papel        | Notas                 | Ref.   |
| ---- | --------------------------- | ------- | ------------ | --------------------- | ------ |
| 2016 | Nightmare High              | NaverTV | Cheon Yoo-na | Papel de soporte      | [ 15 ] |
| 2017 | Green Fever                 | NaverTV | Yoo Jin      | Papel principal       | [ 18 ] |
| 2021 | So Not Worth It             | Netflix | Han Hyun-ah  | Invitada (Eps. 9, 11) | [ 28 ] |
| 2021 | Pumpkin Time                | KakaoTV | Han Su       | Papel principal       | [ 23 ] |
| 2024 | Unknown Untitled Unmastered | M2      | Seo Do A     | Papel principal       |        |

### Programas de televisión
| Año  | Título                     | Canal | Notas                                       | Ref.   |
| ---- | -------------------------- | ----- | ------------------------------------------- | ------ |
| 2015 | Real Men                   | MBC   | Miembro del elenco                          | [ 7 ]  |
| 2016 | Same Bed, Different Dreams | TVN   | Miembro del panel                           |        |
| 2019 | King of Mask Singer        | MBC   | Concursante bajo el pseudónimo «Star Candy» | [ 29 ] |
| 2021 | Girls Planet 999           | Mnet  | Concursante                                 | [ 19 ] |

## Premios y nominaciones
| Año  | Premio                   | Categoría               | Trabajo nominado                     | Resultado | Ref.   |
| ---- | ------------------------ | ----------------------- | ------------------------------------ | --------- | ------ |
| 2015 | MBC Entertainment Awards | Mejor equipo de trabajo | Real Man Season 2 - Female Edition 3 | Ganadora  | [ 30 ] |